# David Storl
David Storl (* 27. července 1990, Rochlitz, Německo) je německý atlet, jehož specializací je vrh koulí, dvojnásobný mistr světa v této disciplíně.

## Sportovní kariéra
Je mistrem světa do 17 let (2007), juniorským mistrem světa (2008) a juniorským mistrem Evropy (2009). V roce 2010 obsadil 7. místo na halovém MS v katarském Dauhá a 5. místo na evropském šampionátu v Barceloně.
V roce 2011 vybojoval na halovém ME v Paříži výkonem 20,75 metru stříbrnou medaili. Halovým mistrem Evropy se stal jeho krajan Ralf Bartels, který ve finále jako jediný přehodil jednadvacet metrů (21,16 m). V témže roce se stal v Ostravě mistrem Evropy do 23 let a získal zlatou medaili na světovém šampionátu v jihokorejském Tegu, kde si vylepšil osobní rekord až na 21,78 metru. Titul v soutěži koulařů obhájil v roce 2013 v Moskvě. O dva roky později v Pekingu vybojoval stříbrnou medaili. Při startu na mistrovství světa v Londýně v roce 2017 postoupil do finále, medaili však nezískal.
Třikrát za sebou se stal mistrem Evropy ve vrhu koulí - v letech 2012, 2014 a 2016.V Berlíně v roce 2018 sice čtvrtý evropský titul v řadě nevybojoval, v soutěži koulařů obsadil "až" třetí místo.
Na olympiádě v Londýně v roce 2012 skončil v koulařském finále druhý, o čtyři roky později v Rio de Janeiro pak sedmý.
Ze světových halových šampionátů získal tři stříbrné medaile - v letech 2012, 2014 a 2018. Kompletní sbírku medailí má také z evropských halových šampionátů (po pařížském stříbru z roku 2011 následoval titul mistra Evropy v roce 2015, bronzová medaile o dva roky později a opět stříbro z Glasgow v roce 2019).

## Osobní rekordy
- hala – 21,88 m – 9. března 2012, Istanbul
- venku – 22,20 m – 9. července 2015, Lausanne